# Le Métèque
Le Métèque è un singolo del cantautore franco-greco Georges Moustaki, pubblicato nel 1969 come estratto dall'album Georges Moustaki.

## Descrizione
La canzone che dà il titolo al singolo, Le Métèque, è stata scritta dallo stesso Georges Moustaki ed è in parte autobiografica: Moustaki, di origine greca, vi si descrive come un meteco. Il brano, inizia con i versi: Avec ma gueule de métèque. De juif errant. De pâtre grec (lett. "Con la mia faccia da meteco, da ebreo errante, da pastore greco") che fissano immediatamente l'identità al personaggio. 
Nell'antica Grecia, "meteco" (in greco antico: μέτοικος?, métoikos) designava uno stato civile, quello dello straniero che si spostava spesso e ovunque si stabilisse non aveva i diritti dei cittadini che lì erano nati. A partire dal XIX secolo,  la parola  in lingua francese metique era diventata un insulto, sotto l'influenza delle correnti nazionaliste che la usavano per designare lo straniero in un senso dispregiativo. Nel XX secolo, la parola definiva gli immigrati che arrivavano dai paesi che si affacciano sul Mar Mediterraneo e, in particolare, dai paesi del Nordafrica.
Il brano viene pubblicato in singolo su 7" a 45 giri nel 1969 dalla Polydor, in diverse edizioni con differenti lati B, che comprendono, tra gli altri, i brani: Voyage, Il est trop tard, Ma Liberte, Les enfants d'Hier, Ma solitude.

## Tracce (parziale)
7" Belgio, Francia, Germania, Grecia, Italia, 1969
1. Le Métèque – 2:30 (Georges Moustaki)
2. Voyage – 2:15 (Georges Moustaki)

Durata totale: 4:45
7" Belgio, Spagna, 1969
1. Le Métèque – 2:32 (Georges Moustaki)
2. El est trop tarde – 2:40 (Georges Moustaki)

Durata totale: 5:12
7" Spagna, 1969
1. Le Métèque – 2:30 (Georges Moustaki)
2. Ma solitude – 2:59 (Georges Moustaki)

Durata totale: 5:29
7" Paesi Bassi, 1973
1. Le Métèque (Georges Moustaki)
2. Les enfants d'Hier (Georges Moustaki)

7" Germania
1. Le Métèque – 2:28 (Georges Moustaki)
2. Ma Liberté – 2:35 (Georges Moustaki)

Durata totale: 5:03

## Cover (parziale)

### Le Métèque
Della canzone Le Métèque ne sono state incise numerose cover, non solo in francese, ma in varie altre lingue, comprese: inglese, italiano, olandese, spagnolo e tedesco.
- Nello stesso anno, la canzone Le Métèque viene pubblicata con il testo in italiano, tradotto da Bruno Lauzi, dallo stesso Moustaki con il titolo Lo straniero, nel singolo in formato 7" a 45 giri Lo straniero/Giuseppe, sempre per l'etichetta discografica Polydor, con numero di catalogo NH 59824. Questa versione del brano ottiene un notevole successo in Italia, raggiungendo la prima posizione nella classifica delle vendite.[3] Lo straniero vince inoltre, sempre nel 1969, la Gondola d'oro a Venezia.[4]
- Moustaki ne incide poi anche una cover in spagnolo, con testo tradotto da Alfonso Alpin, per il mercato argentino, su 7" a 33 giri, sempre per l'etichetta Polydor, intitolato El Extranjero.[5]
- Nel 1969 il cantante italiano Rino Gionchetta incide una cover del brano in italiano nel singolo Lo straniero/Una lacrima, pubblicato in formato 7" a 45 giri per l'etichetta discografica Junior, con numero di catalogo JR 0060.[6]
- Nel novembre 1969 il sassofonista camerunense Manu Dibango ne pubblica una versione strumentale al sax nel suo album Saxy-Party.[2][7]
- Nel 1970 Nicola Di Bari incide la versione in castigliano nel 45 giri El extranjero, pubblicato su etichetta RCA Victor, con numero di catalogo 3AE - 3699, per il mercato argentino e successivamente inserita nella raccolta Los grandes éxitos de Nicola di Bari pubblicata in Cile dalla RCA Records in formato LP, con numero di catalogo CML 2806.
- Nel 2002 il cantante croato Arsen Dedić ne realizza una cover in serbo-croato pubblicata nel suo album Kinoteka.[2][8]